# Ericaria selaginoides
Espèce
Ericaria selaginoides (synonymes : Cystoseira tamariscifolia, Carpodesmia tamariscifolia) est une espèce d’algues brunes de la famille des Sargassaceae.

## Nomenclature
Ericaria selaginoides a pour synonymes selon AlgaeBase (17 janvier 2024) :
- synonymes homotypiques :
  - Fucus selaginoides L., 1759 ;
  - Cystoseira selaginoides (L.) Bory, 1832 ;

- synonymes hétérotypiques :
  - Fucus tamariscifolius Huds., 1762 (basionyme) ;
  - Fucus ericoides L., 1763 ;
  - Fucus erica-marina S.G.Gmelin, 1768 ;
  - Ericaria tamarisca Stackhouse, 1809 ;
  - Ericaria selago Stackhouse, 1809 ;
  - Phryganella ericoides (L.) Stackhouse, 1816 ;
  - Cystoseira ericoides (L.) C.Agardh, 1820 ;
  - Mackaia ericoides (Hudseon) S.F.Gray, 1821 ;
  - Cystoseira erica-marina (S.G.Gmelin) Naccari, 1828 ;
  - Gongolaria ericoides (Linnaeus) Kuntze, 1891 ;
  - Cystoseira tamariscifolia (Hudson) Papenfuss, 1950 ;
  - Carpodesmia tamariscifolia (Hudson) Orellana & Sansón, 2019 ;

## Description morphologique
Immergée, son iridescence bleu turquoise est caractéristique.

## Distribution
Son aire de distribution s'étend entre les côtes de l'Europe de l'ouest, les îles de la Macaronésie et les côtes de la mer Méditerranée.

## Écologie
Elle se développe en milieux abrités, dans les étages médiolittoral et infralittoral.

## Études et utilisations
Ce type d'algues fait l'objet d'études concernant ses importantes propriétés antioxydantes et cytotoxiques.